# Pont amont
El pont amont és un pont situat a París. Es tracta del primer pont que travessa el Sena a la capital quan se segueix el curs del riu.
El pont amont està situat a l'est dels  12è i  13è districtes, a nivell dels quais d'Ivry i de  Bercy; es tracta d'un pont exclusivament per a automòbils, utilitzat pel boulevard périphérique.
D'una longitud total de 270 m (el segon pont més llarg de París després del seu homòleg pont aval), el pont amont va ser inaugurat el 1969. No porta d'altra banda cap nom oficial, la designació «amont» (riu amunt) li ha estat consagrat degut al seu ús.